# 铬酸铍
铬酸铍是一种无机化合物，化学式为BeCrO4。它与稀有气体存在一定的键合能力。铬酸铍被列入《危险化学品目录》（2015版），属于一般危险化学品。

## 制备
铬酸铍可由氢氧化铍和三氧化铬反应得到：
Be(OH)2 + CrO3 → BeCrO4 + H2O
而铬酸钾和硫酸铍的反应只能得到氢氧化铍：
BeSO4 + 2K2CrO4 + H2O → K2Cr2O7 + K2SO4 + Be(OH)2